# Lee Do-yeong
Lee Do-yeong, né en 1884 ou 1885 et mort en 1933 ou 1934, est le premier caricaturiste moderne en Corée.
Après avoir étudié la peinture auprès de Jo Seok-jin et Ahn Jung-sik,  Lee Do-yeong, spécialisé dans les techniques de l'encre de Chine, publie sa première caricature le 2 juin 1909 dans le journal Daehan minbo sous le titre Saphwa. Grâce à la technique de la gravure sur bois, il réussit à rendre l'expression subtile des visages et des personnages de son temps auxquels il n'hésite pas à donner des têtes d'animaux. Ainsi il représente les fonctionnaires japonais sous les traits de singes, ranimant ainsi l'esprit national coréen. Mais son expérience de caricaturiste de presse ne devait durer qu'un an. En 1910, la censure du nouvel occupant japonais interdit le Daehan minbo.
Lee Do-yeong participa à la fondation d'une association de calligraphie et de peinture qu'il présida à partir des années 1920.